# Mbontsem
Mbontsem est une localité du Cameroun située dans la région du Nord-Ouest et le département du Bui. Elle fait partie de la commune de Mbiame.

## Localisation
Le village de Mbontsem est situé à environ 82 km de Bamenda, le chef-lieu de la Région du Nord-Ouest, et à 264 km de Yaoundé, la capitale du Cameroun.

## Population
Lors du recensement de 2005, on y a dénombré 908 habitants dont 484 hommes et 424 femmes.

## Éducation
Il y a une école maternelle CNS Mbontsem construite en 2011 et une école primaire CS Mbontsem construite en 1945.